# NGC 6465
NGC 6465 (другое обозначение — ESO 521-**2) — группа звёзд в созвездии Стрелец.
Этот объект входит в число перечисленных в оригинальной редакции «Нового общего каталога».